# Sophia van Beieren (-1145)

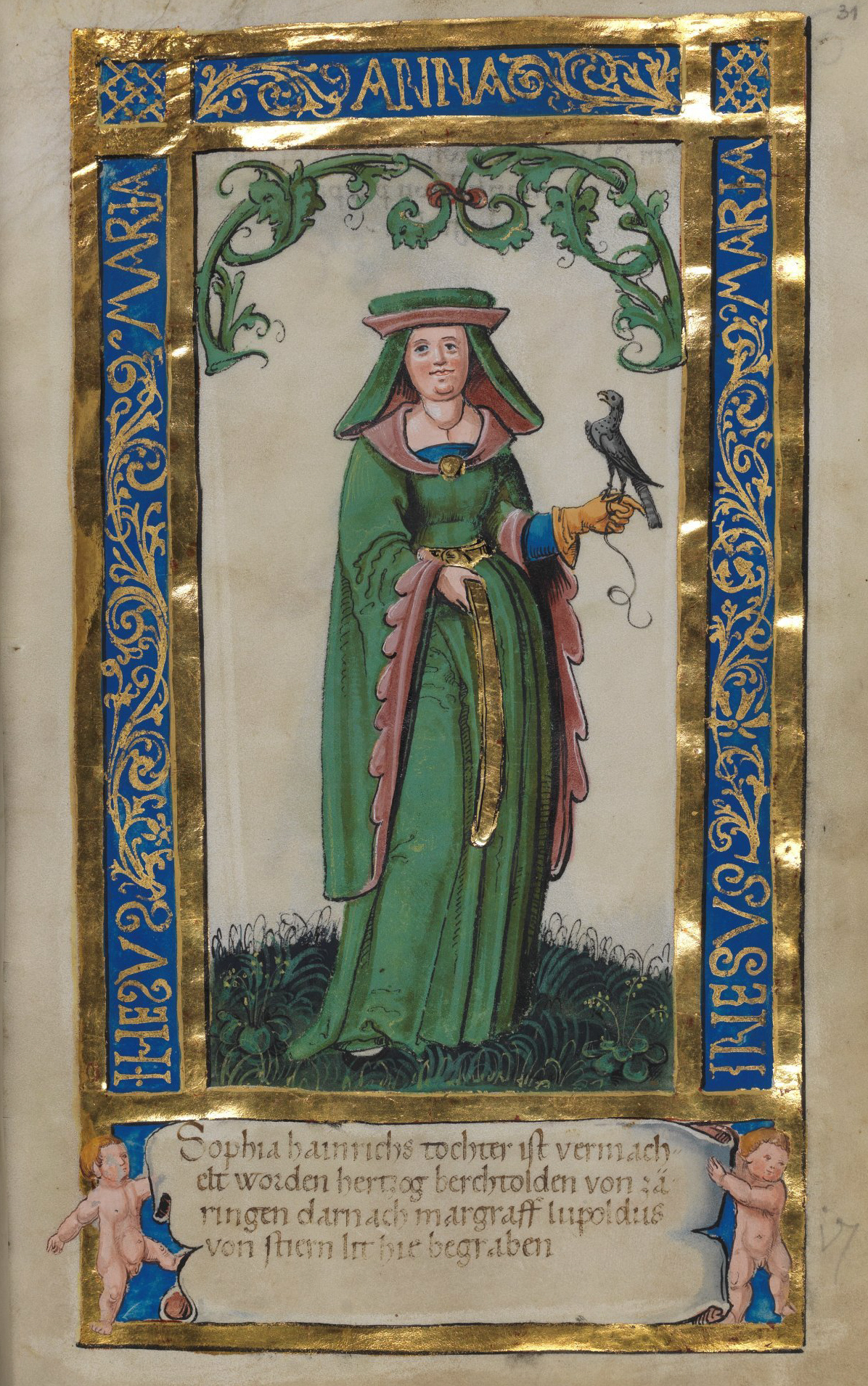
Sophia van Beieren

Sophia van Beieren (c.1105-c.1145) was een dochter van Hendrik de Zwarte, hertog van Beieren, en van Wulfhilde van Saksen. Door haar huwelijken was zij eerst hertogin van Zähringen en daarna hertogin van Stiermarken. Zij speelde een actieve rol in het landsbestuur.

## Biografie
Sophia was getrouwd met Berthold III van Zähringen, die echter al snel overleed, en met Leopold I van Stiermarken. Zij was een tante van keizer Frederik Barbarossa.
Uit haar tweede huwelijk had zij de volgende kinderen:
- Ottokar III van Stiermarken (1125-1164)
- Elisabeth, gehuwd met graaf Rudolf II van Stade en met hertog Hendrik V van Karinthië (-1161)
- Margaretha
- Kunigunde, gehuwd met graaf Otto II van Purgstall (-1192).

Dat zij actief bij het landsbestuur betrokken was blijkt uit het feit dat haar broer, hertog Hendrik de Trotse, in 1129 de leiding bij de belegering van de burcht Falkenstein bij Regensburg overdroeg aan Sophia en haar manschappen toen hij zelf met zijn troepen door keizer Lotharius III werd weggeroepen.
Samen met haar tweede echtgenoot stichtte Sophia in 1129 het Stift (Sticht) Rein, het eerste Cisterciënzer klooster in Oostenrijk.
Zij is begraven in de Abdij Weingarten.